# Callum Ilott
Callum Benjamin Ilott (Cambridge, 11 de novembro de 1998) é um automobilista britânico que atualmente compete na IndyCar Series pela equipe Prema Racing. Ele estreou na categoria em 2021, pela Juncos Hollinger Racing, onde ficou até 2023, e depois fez duas provas pela Arrow McLaren em 2024. Recentemente, ele competiu no Campeonato Mundial de Endurance da FIA pela equipe Jota Sport. Anteriormente, disputou a Fórmula 2 por duas temporadas, sendo vice-campeão em 2020. Ele também foi membro da Red Bull Junior Team em 2015 e da Ferrari Driver Academy entre 2017 e 2023.

## Biografia
Callum Benjamin Ilott nasceu em Cambridge e é filho de Steve Ilott e Jane Eyes, tendo uma irmã. Seu pai é um entusiasta do automobilismo, tendo sido ele a levá-lo pela primeira vez a uma pista de kart, ainda na infância. Callum estudou no Haileybury and Imperial Service College. Ele relatou ter sofrido com problemas de saúde mental durante a sua carreira na base, especialmente em 2016, quando ele sofreu de fadiga crônica.

## Carreira

### Kart
Ilott começou no kart pouco antes de seu sétimo aniversário, tendo iniciado a sua carreira profissional em 2008. Seu primeiro título veio em 2011, na Fórmula Kart Stars, e terminou em terceiro no Campeonato Alemão de Kart Júnior, ambos na KF3. Ele permaneceu na KF3 com a Chiesa Corse Team na temporada de 2012, com muito sucesso. Ilott se colocou no radar aos 13 anos ao vencer a WSK Masters Series, a WSK Final Cup e terminar como vice-campeão europeu e mundial. Ele foi selecionado como o mais jovem WSK Driver of the Year. Em 2013, ele competiu em máquinas KF e KF2 e venceu o Trofeo delle Industrie e a WSK Final Cup. Em 2014, com a Zanardi Strakka Racing, ele terminou em quarto no mundial de kart da FIA, em terceiro na WSK Champions Cup e venceu a WSK Super Masters Series, bem como o campeonato europeu da FIA.

### Toyota Racing Series
Em 2015, Callum Ilott fez sua estreia em monopostos na Toyota Racing Series com a ETEC Motorsport, usando um capacete com a pintura da Red Bull, embora não tenha sido oficialmente um membro da Red Bull Junior Team. Ele ficou em quarto na sétima corrida, e em Taupo foi o mais rápido nas sessões de treinos. Em Manfeild ele terminou perto do pódio. Ele terminou em 16º no campeonato, sendo rápido na qualificação e nos treinos, mas lutou para manter o ritmo de corrida.

### Fórmula 3 Europeia
Ilott subiu para a Fórmula 3 em 2015, aos dezesseis anos, correndo no Campeonato Europeu de Fórmula 3 da FIA com a Carlin ao lado de Tatiana Calderón e de George Russell. Apesar de ser um novato, seu ritmo o colocou como um dos candidatos ao título antes do início da temporada. Nos testes de pré-temporada, Ilott deixou suas primeiras impressões, terminando em sexto em seu primeiro teste coletivo e em segundo em condições de chuva em seu segundo dia. Mas o favoritismo não se confirmou com o início da temporada, em que Ilott alcançou apenas um pódio em Nürburgring, terminando em sétimo no Campeonato de Novatos e em décimo segundo na classificação geral.
Para a temporada de 2016, Ilott mudou para a Van Amersfoort Racing ao lado dos novatos Pedro Piquet, Harrison Newey e Anthoine Hubert. Na segunda corrida da primeira rodada no Circuito Paul Ricard, Ilott conquistou sua primeira vitória na categoria, obtendo mais uma no Red Bull Ring, com Ilott se classificando em sexto lugar geral, com 226 pontos, e sendo o melhor piloto da VAR no ano.
Em 22 de novembro de 2016, Ilott foi confirmado para correr com a Prema Powerteam na temporada de 2017, ao lado de Maximilian Günther, Guanyu Zhou e Mick Schumacher. Ilott venceu seis corridas e terminou outras seis corridas no pódio, o que o fez subir para o quarto lugar na classificação de pilotos, perdendo para seu companheiro de equipe Günther por 39 pontos. Os resultados de Ilott e de seus companheiros acabaram ajudando a Prema a garantir o título do campeonato de equipes pela quinta temporada consecutiva.

### GP2 Series

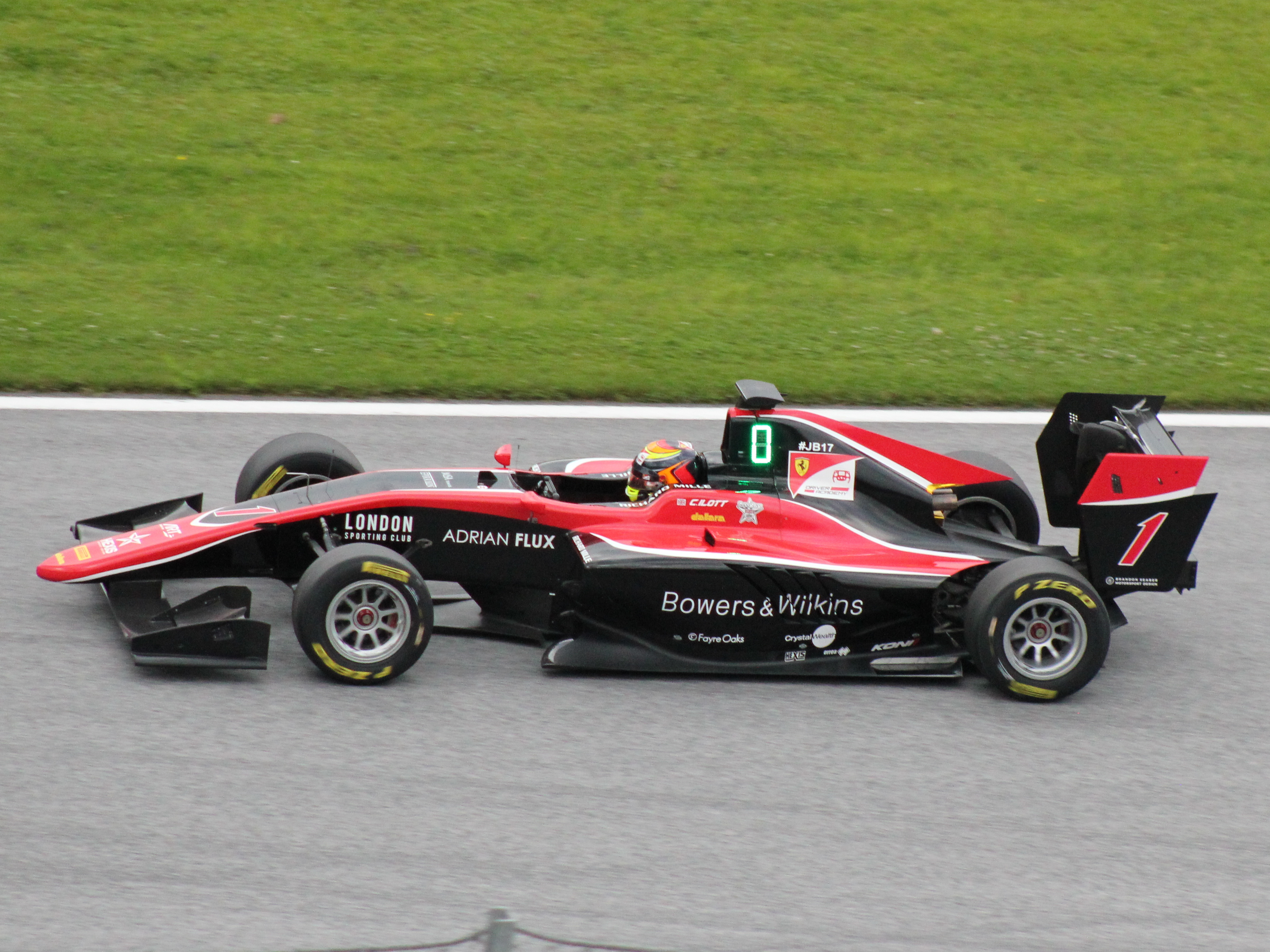
Ilott no Red Bull Ring em 2018

Em dezembro de 2016, Ilott testou com a equipe ART Grand Prix no teste de pós-temporada da GP2 Series no Circuito de Yas Marina.

### GP3 Series
Após os testes da GP3 Series em Abu Dhabi, foi anunciado que Ilott iria participar da temporada de 2018, pela equipe ART Grand Prix. Ele conquistou sete pódios, com dois deles sendo as vitórias na sprint de Paul Ricard e na corrida longa do Red Bull Ring, e terminou em 3º lugar, atrás apenas dos companheiros de equipe Nikita Mazepin e do campeão Anthoine Hubert, falecido no ano seguinte.

### Fórmula 2
Em julho de 2017, o piloto fez sua estreia no Campeonato de Fórmula 2 da FIA durante a sexta rodada, que foi disputada em Silverstone, pela equipe Trident Racing. O piloto estreou na categoria sem realizar um teste, e terminou as duas corridas fora das dez primeiras posições.

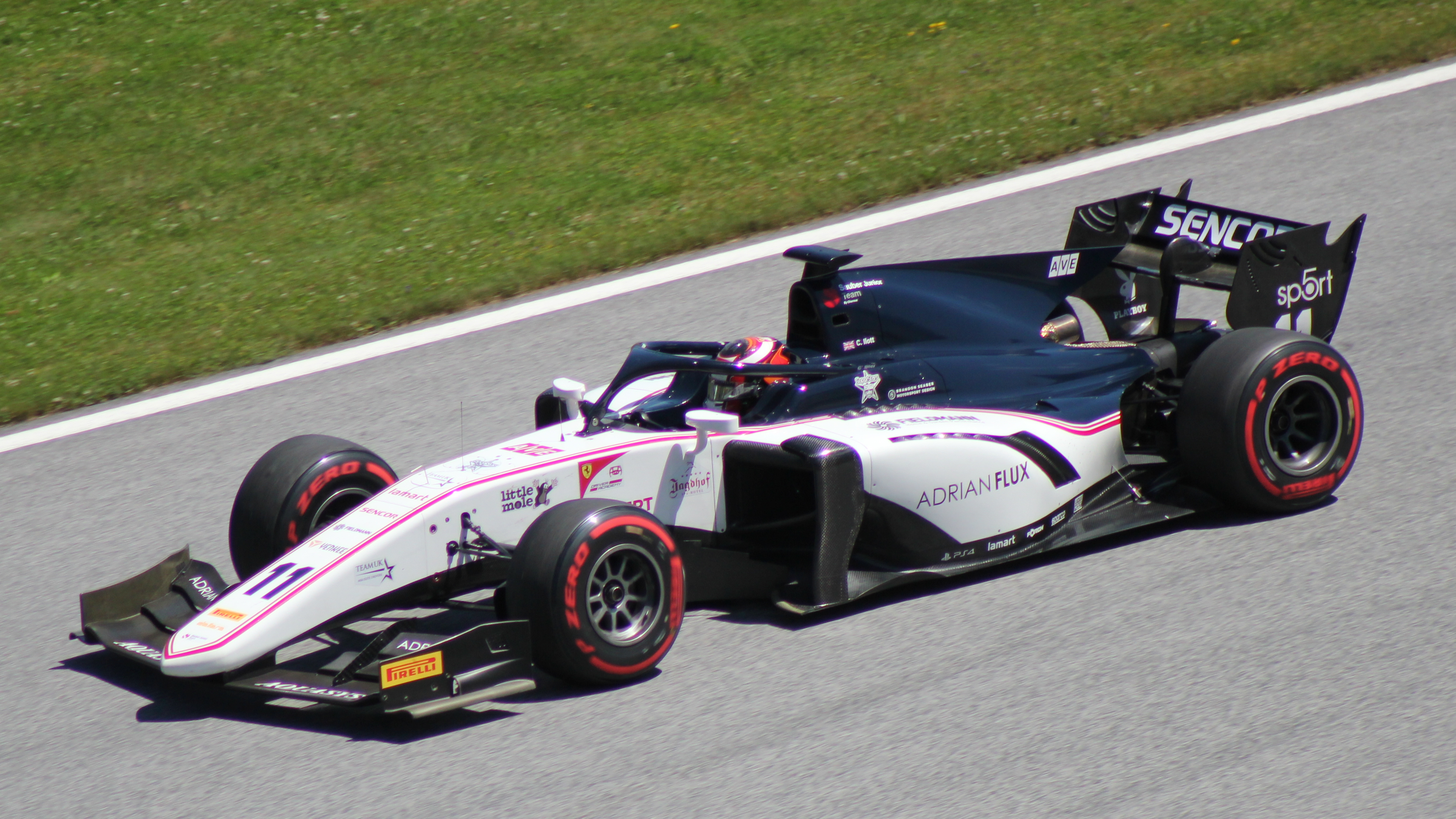
Ilott na etapa da Áustria da F2 de 2019

No final do ano seguinte, Ilott participou do teste de pós-temporada com Trident e Charouz Racing System. Logo depois, Ilott foi contratado pela equipe Sauber Junior Team by Charouz para disputar o campeonato de 2019 em tempo integral. Seu companheiro inicialmente foi Juan Manuel Correa, que se afastou da categoria após se envolver no acidente que matou Anthoine Hubert na etapa de Spa-Francorchamps. Nas corridas restantes, o companheiro de Ilott foi o russo Matevos Isaakyan. Ilott conseguiu uma pole, dois pódios, 74 pontos e o 11º lugar, três pontos abaixo de Hubert.
Para a temporada de 2020, ele se mudou para a Virtuosi Racing, onde voltou a ser o companheiro de Guanyu Zhou, com quem correu na F3 Europeia. Ilott disputou o título com outro velho companheiro, Mick Schumacher, e o britânico teve três vitórias: na corrida que abriu a temporada, no Red Bull Ring, na corrida longa da quinta rodada em Silverstone, que o colocou momentaneamente na liderança do campeonato, e na corrida curta de Monza, na qual ele se beneficiou de uma punição sofrida pelo vencedor original, Dan Ticktum. Ilott também fez mais três pódios e chegou à última rodada na briga pelo título com Schumacher, mas terminou atrás do filho do heptacampeão de F1 Michael Schumacher na corrida longa, mesmo tendo feito a pole, e na curta, Ilott não conseguiu lucrar com o erro do rival que o fez cair do 2º para o 18º lugar, chegando apenas em décimo e ficando com o vice-campeonato. Ilott encerrou o ano com 201 pontos, tendo um de vantagem para o terceiro colocado Yuki Tsunoda, e catorze de desvantagem para o campeão Mick Schumacher.
Antes do final da temporada, Ilott tinha anunciado que não seguiria na F2 para 2021, dizendo que por ele ter se classificado no Top-3, não precisaria se provar novamente.

### Fórmula 1
Ilott foi introduzido na Red Bull Junior Team em 2015, antes de sua estreia na F3 Europeia, no entanto, ele foi retirado do programa no final do ano após uma campanha sem vitórias. Depois de terminar em quarto lugar no campeonato em 2017, ele se tornou um membro da Ferrari Driver Academy. Ilott teve sua primeira experiência em um carro de Fórmula 1 durante o teste de pré-temporada de 2019 no Circuito de Barcelona-Catalunha, dirigindo o Alfa Romeo Racing C38. Ele completou 41 voltas antes de um acidente na Curva 3 o interromper.
Ilott deveria ter feito a sua primeira participação na F1 em 2020 ao correr no lugar de Romain Grosjean, da Haas, durante a primeira sessão de treinos livres do Grande Prêmio de Eifel, mas a sessão foi cancelada por conta do clima. O britânico chegou a ser cotado para correr nessa equipe em 2021, mas o chefe Günther Steiner disse que Ilott não estava na lista dos pilotos que a Haas desejava contratar, e assim, Ilott ficou sem vaga na F1, enquanto Mick Schumacher e Nikita Mazepin foram os titulares da Haas naquele ano.
Em 15 de dezembro de 2020, pouco após Ilott correr nos testes de pós-temporada com a Alfa-Romeo, a Ferrari o contratou para ser piloto reserva para 2021. Em abril desse ano, o britânico foi apontado como segundo reserva, ao lado de Robert Kubica. Ele esteve nos treinos dos GPs de Portugal e da Áustria. Ilott voltou a ser reserva da Alfa Romeo em 2022. Ele deixou o programa de jovens pilotos da Ferrari no final de 2023.

### IndyCar

#### Juncos Hollinger Racing
A Juncos Hollinger Racing, que não disputava corridas da categoria desde 2019, escalou Ilott para participar com eles das três últimas corridas da IndyCar Series de 2021, pilotando o carro de número 77. O britânico fez sua estreia no Grande Prêmio de Portland, onde terminou em 25º, completando apenas 77 das 110 voltas devido a uma falha mecânica no meio da corrida. No GP de Monterey, ele bateu seu carro durante a sessão de aquecimento, embora não tenha se ferido no acidente. Ele terminou em 22º, uma volta atrás do pelotão da frente. No GP de Long Beach, Ilott se classificou em 18º. No entanto, após completar 47 das 85 voltas, ele foi forçado a se retirar com um problema mecânico, terminando em 26º.
Mesmo com esses resultados, a JHR confirmou Ilott como titular na temporada 2022. Nesse ano, Ilott teve dois resultados dentro do Top-10, com ele liderando voltas das corridas do Texas, Portland e Laguna Seca. Ele fez todas as provas, exceto a de Detroit, em que ele foi substituído por Santino Ferrucci por conta de um acidente na prova anterior, as 500 Milhas de Indianápolis, que provocou uma lesão na sua mão direita. Com 219 pontos, apenas cinco a mais do que Jimmie Johnson, Ilott foi o vigésimo, sendo o terceiro melhor rookie.
Em 2023, Ilott ganhou a companhia do estreante argentino Agustín Canapino na Juncos, com quem teve atritos. O britânico atrapalhou Canapino em Long Beach, e os torcedores argentinos enviaram mensagens ofensivas, às quais Ilott ironizou dizendo que aprendeu espanhol. E em Laguna Seca, prova que encerrou a temporada, os dois se tocaram, mas enquanto Canapino abandonou, Ilott obteve um quinto lugar, igualando seu resultado em São Petersburgo. Mais uma vez, os torcedores argentinos se indignaram, com a mídia local afirmando que Ilott era o culpado pelo incidente. Com as ofensas e ameaças, Ilott se viu obrigado a privar as contas de suas redes sociais.
Ilott terminou o ano com 266 pontos, um a mais do que David Malukas, ficando com a 16ª colocação. Com três Top-10, o britânico ficou cinco posições acima de Canapino e fez 86 pontos a mais. As expectativas eram de que Ilott renovasse com a Juncos para 2024, mas no final de outubro, Ilott e a Juncos surpreenderam ao comunicar a saída amigável do britânico, que foi substituído por Romain Grosjean, enquanto Canapino permaneceu na equipe.

#### Arrow McLaren

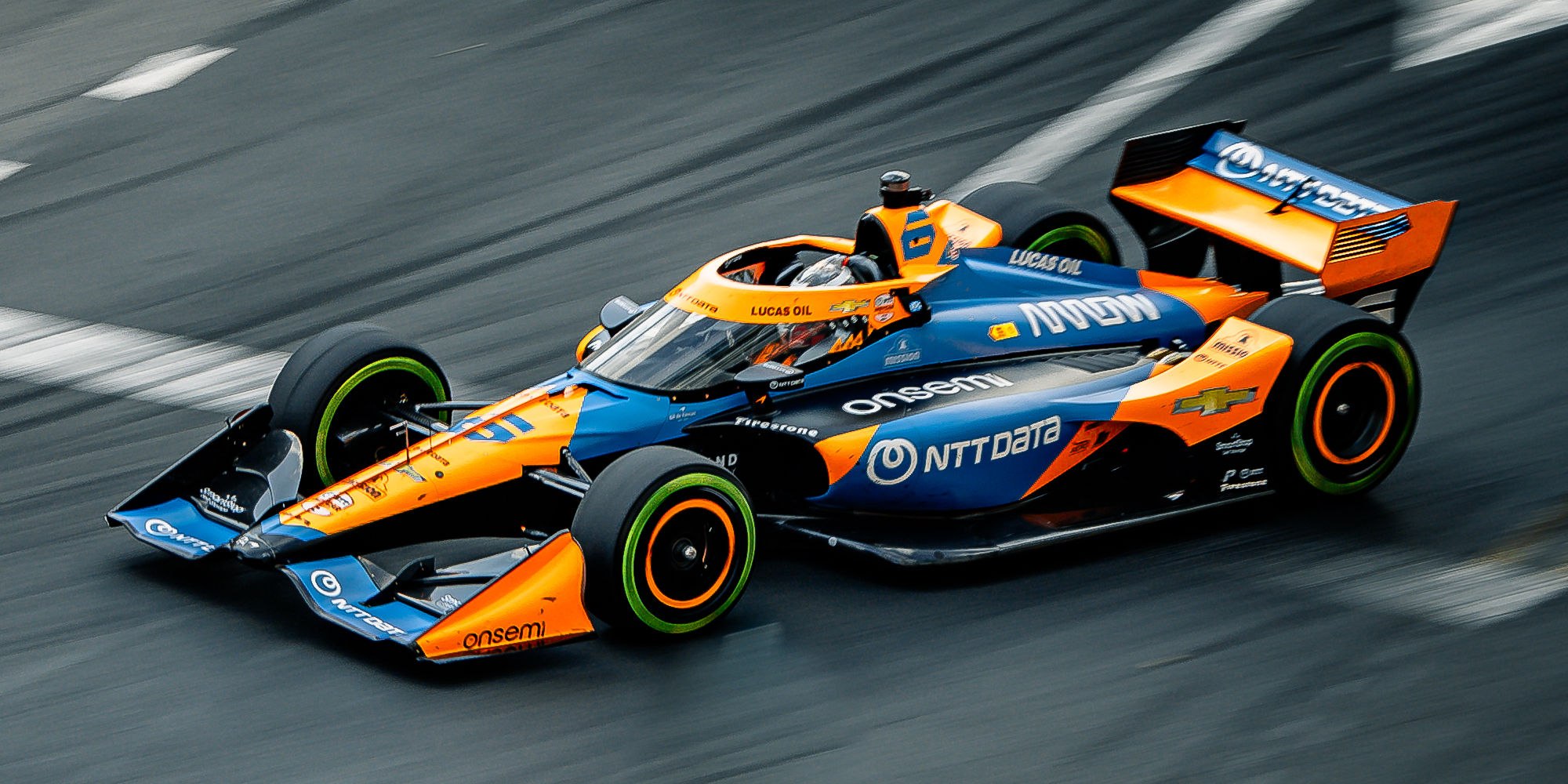
Ilott pilotando a McLaren nº 6 durante o Grande Prêmio de St. Petersburg de 2024

Em fevereiro de 2024, Ilott ajudou a Arrow McLaren a testar o sistema híbrido, enquanto substituía David Malukas, que sofreu uma lesão no pulso em um acidente de mountain bike. Mais tarde, ele fez uma breve aparição na IndyCar em 2024 com a Arrow McLaren, pilotando na corrida de abertura em São Petersburgo no lugar de Malukas, que não se recuperou a tempo. Ilott chegou a ser cotado para substituir Malukas em definitivo após a demissão dele, mas optou por priorizar seu programa no WEC, e assim, a vaga de titular ficou para Théo Pourchaire, com Ilott pilotando o carro número 6 da McLaren nas 500 Milhas de Indianápolis de 2024, que o britânico terminou em 11º. Esses resultados colocaram Ilott em 33º no campeonato de pilotos, com 39 pontos.

#### Prema Racing
A Prema Racing, equipe tradicional das categorias de acesso à F1, se lançou na IndyCar para 2025 e contratou Ilott para ser um de seus pilotos. O britânico terá como companheiro o novato russo-israelense Robert Shwartzman, que assim como Ilott, é ex-membro da Ferrari Driver Academy.

### Corridas de resistência

#### GTWCE
Em fevereiro de 2021, Ilott assinou com a equipe italiana Iron Lynx para competir na GT World Challenge Europe Endurance Cup de 2021, pilotando a Ferrari 488 GT3 nº 71 ao lado do colega da Ferrari Driver Academy Antonio Fuoco e do piloto italiano Davide Rigon.

#### 24 Horas de Le Mans
Ilott fez sua estreia nas 24 Horas de Le Mans na edição de 2021 com a Iron Lynx, pilotando a Ferrari 488 GTE nº 80 ao lado dos pilotos italianos Matteo Cressoni e Rino Mastronardi. Ilott substituiu Andrea Piccini na corrida, já que Piccini decidiu se afastar da direção e se concentrar em suas funções como chefe da equipe Iron Lynx. Ele alcançou um pódio em sua primeira corrida, terminando em terceiro na classe GTE Am e 27º no geral.

#### Desafio Intercontinental GT
Ilott disputou a primeira rodada do Desafio Intercontinental GT de 2021, as 24 Horas de Spa, com a Iron Lynx Motorsport Lab na Ferrari 488 GT3 nº 71. A corrida terminou prematuramente, pois o nº 71 se envolveu em um acidente de quatro carros durante a volta 10. Em uma tentativa de ganhar o campeonato de Fabricantes pela primeira vez, a Ferrari anunciou em outubro de 2021 que disputaria as duas etapas restantes do campeonato de três etapas. Ilott, ao lado de Antonio Fuoco e Alessio Rovera (mais tarde substituído por Davide Rigon), foram anunciados como pilotos na inscrição nº 71 da Ferrari para as 8 Horas de Indianápolis de 2021, desta vez correndo com a AF Corse.

#### Mundial de Endurance

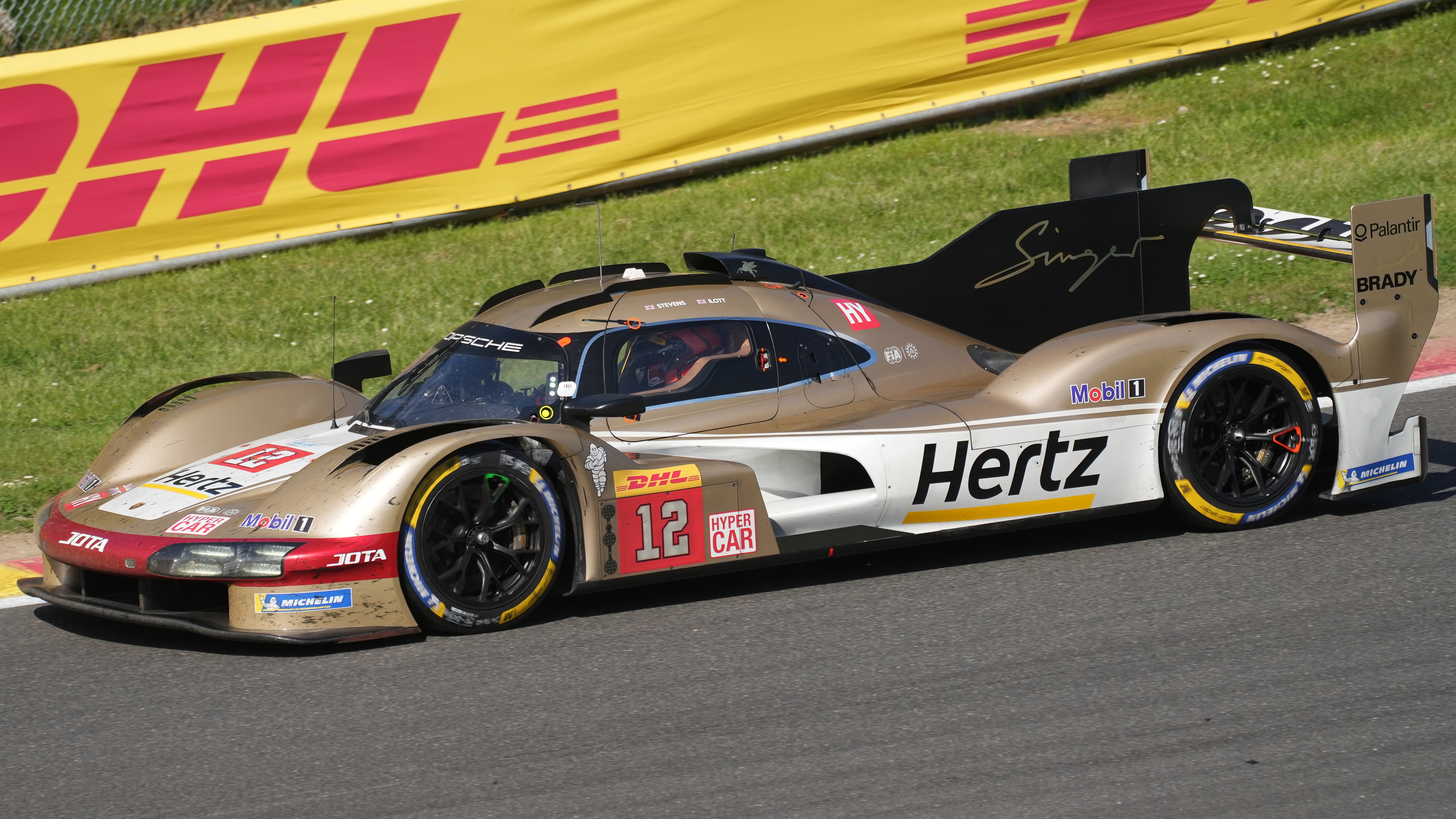
Carro de Ilott nas 6 Horas de Spa, que ele e sua equipe venceram

Depois de não conseguir garantir uma vaga em tempo integral na IndyCar, Ilott foi para o Campeonato Mundial de Endurance da FIA em 2024, pilotando o carro 12 para a Jota Sport patrocinado por Tom Brady, ao lado de Norman Nato e Will Stevens na classe Hypercar. A equipe conquistaria seu primeiro pódio durante a primeira corrida no Catar, se beneficiando de uma quebra da Peugeot para ficar em segundo. Duas rodadas depois, Ilott, junto com seu companheiro de equipe Will Stevens, obteve sua primeira vitória em Spa-Francorchamps após uma bandeira vermelha no meio da corrida. Isso também marcou a primeira vitória na classe Hypercar para a Jota.
Após a vitória, Ilott não teve oportunidade de repetir esse resultado, por não ter conseguido manter a velocidade que mostrava nas sessões classificatórias durante as corridas. Foi o que aconteceu durante as 24 Horas de Le Mans, em que ele bateu no último minuto do segundo treino, levando à troca completa de chassi em poucos dias, o que não só fez a equipe perder o Hyperpole, mas também começar na defensiva. A equipe, no entanto, terminou em 8º, que era sua posição inicial original, disputando fortemente toda a corrida sem grandes problemas. Ele então caiu e abandonou nas 6 Horas de São Paulo após sair dos boxes, mandando o carro de volta para a garagem, levando-os a terminar em último na classe. Os eventos infelizes o seguiram até o Lone Star Le Mans, onde o carro sofreu um problema elétrico 2 horas após o início da corrida, que eles não conseguiram consertar a tempo. O esquadrão Jota levou o título da Copa do Mundo da FIA após terminar em quinto durante as 6 horas de Fuji, terminando como o primeiro carro privado. Originalmente, eles começaram a corrida em 16º após uma qualificação desastrosa, no entanto, a corrida ficou um pouco confusa, o que lhes permitiu lutar por posições no pódio mais perto do final. E nas 8 Horas do Barém, que a equipe disputa como campeã coroada da Copa do Mundo da FIA, eles fecharam em 13º. Ilott encerrou o ano sendo o sétimo colocado, com 70 pontos. Ele deixou a equipe no final da temporada, por conta de seu retorno à IndyCar em tempo integral, embora ele tenha expressado desejo de participar de algumas provas de corridas de resistência.

#### 24 Horas de Daytona
Em dezembro de 2024, Ilott assinou com a Pratt Miller para correr nas 24 Horas de Daytona em 2025 ao lado de Pietro Fittipaldi, Chris Cumming e James Roe.